# Abelcourt
Abelcourt ist eine Gemeinde im französischen Département Haute-Saône in der Region Bourgogne-Franche-Comté.

## Geographie
Abelcourt liegt auf einer Höhe von 262 m über dem Meeresspiegel, acht Kilometer westsüdwestlich von Luxeuil-les-Bains und etwa 21 Kilometer nordnordöstlich der Stadt Vesoul (Luftlinie). Das Dorf erstreckt sich im nördlichen Teil des Departements, am Westrand der Ebene von Luxeuil und der Talniederung der Lanterne.
Die Fläche des 7,46 km² großen Gemeindegebiets umfasst einen Abschnitt der leicht gewellten Landschaft südlich der Lanterne. Der östliche Teil des Gebietes wird von der Alluvialniederung der Lanterne eingenommen. Sie liegt durchschnittlich auf 250 m und weist eine Breite von rund vier Kilometern auf. Allerdings reicht der Gemeindeboden nicht bis zum Flusslauf. Landwirtschaftliche Nutzung herrscht hier vor. 
Gegen Westen steigt das Gelände, das zur Hauptsache aus Muschelkalk der mittleren Trias aufgebaut ist, allmählich an zum Haut de Rompeux, auf dem mit 302 m die höchste Erhebung von Abelcourt erreicht wird. Nach Nordwesten erstreckt sich das Gemeindeareal in das ausgedehnte Waldgebiet des Bois d'Abelcourt (bis 290 m), in dem sich das Tälchen des Ruisseau de Rohan (Zufluss der Lanterne) befindet. In diesem Bereich tritt Buntsandstein aus der Untertrias zutage.
Nachbargemeinden von Abelcourt sind Briaucourt im Norden, Sainte-Marie-en-Chaux im Osten, Villers-lès-Luxeuil im Süden sowie Velorcey im Westen.

## Geschichte
Urkundlich erwähnt wird Abelcourt unter den Namen Abecourt und Abbecourt. Der Ortsname leitet sich vom germanischen Personennamen Abbilo und dem altfranzösischen Wort cort (Hof) ab. Andere Quellen bezeichnen abbé (Abt) als Ursprung des Wortes. Im Mittelalter gehörte Abelcourt zur Freigrafschaft Burgund und darin zum Gebiet des Bailliage d’Amont. Die lokale Herrschaft hatte das Kloster Luxeuil inne, das hier seit dem 13. Jahrhundert eine Mühle betrieb. Während des Dreißigjährigen Krieges wurde das Dorf weitgehend entvölkert. Im 17. Jahrhundert ging die Herrschaft an die Familie von Reinach. Zusammen mit der Franche-Comté gelangte Abelcourt mit dem Frieden von Nimwegen 1678 definitiv an Frankreich. Zu Beginn des 20. Jahrhunderts wurde das Dorf durch eine Trambahn an das Netz des öffentlichen Verkehrs angebunden. Der Betrieb auf der Linie wurde 1934 eingestellt und durch eine Busverbindung ersetzt. Heute ist Abelcourt Mitglied des 17 Ortschaften umfassenden Gemeindeverbandes Communauté de communes du Pays de Saulx.

## Sehenswürdigkeiten
Die Dorfkirche von Abelcourt aus rosafarbenem Sandstein wurde von 1847 bis 1848 neu erbaut. Sie besitzt drei vergoldete Holzstatuen aus dem 18. Jahrhundert. Auf der Place Saint-Pierre steht ein Calvaire aus dem 16. Jahrhundert. Zu den weiteren Sehenswürdigkeiten zählen die Ruinen eines ehemaligen Herrschaftshauses (Château des Tournelles) und ein Brunnen mit Pavillon. Das Lavoir aus dem 19. Jahrhundert, dessen Dach von zahlreichen Säulen getragen wird, diente einst als Waschhaus und Viehtränke.

## Bevölkerung
| Jahr                       | 1962 | 1968 | 1975 | 1982 | 1990 | 1999 | 2006 |
| Einwohner                  | 172  | 157  | 144  | 229  | 253  | 303  | 322  |
| Quellen: Cassini und INSEE |      |      |      |      |      |      |      |

Mit 338 Einwohnern (1. Januar 2022) gehört Abelcourt zu den kleinen Gemeinden des Département Haute-Saône. Nachdem die Einwohnerzahl in der ersten Hälfte des 20. Jahrhunderts deutlich abgenommen hatte (1881 wurden noch 329 Personen gezählt), wurde seit Mitte der 1970er Jahre wieder ein kontinuierliches Bevölkerungswachstum verzeichnet. Seither hat sich die Einwohnerzahl mehr als verdoppelt.

## Wirtschaft und Infrastruktur
Abelcourt war bis weit ins 20. Jahrhundert hinein ein vorwiegend durch die Landwirtschaft (Ackerbau, Obstbau und Viehzucht) und die Forstwirtschaft geprägtes Dorf. Heute gibt es einige Betriebe des lokalen Kleingewerbes. In den letzten Jahrzehnten hat sich das Dorf zu einer Wohngemeinde gewandelt. Viele Erwerbstätige sind deshalb Wegpendler, die in den größeren Ortschaften der Umgebung ihrer Arbeit nachgehen.
Die Ortschaft liegt abseits der größeren Durchgangsachsen an einer Departementsstraße, die von Luxeuil-les-Bains nach La Villedieu-en-Fontenette führt. Weitere Straßenverbindungen bestehen mit Briaucourt und Villers-lès-Luxeuil.